# Президентские выборы в Чили (2013)
Президентские выборы в Чили проходили 17 ноября 2013 года в один день с парламентскими выборами (1-й тур) и 15 декабря (2-й тур). Во второй тур вышли кандидат от Социалистической партии, входящей в Коалицию «Новое большинство», экс-президент Мишель Бачелет и представительница Независимого демократического союза (правоцентристская коалиция Альянс за Чили) Эвелин Маттеи. Явка в 1-м туре составила 49 %. Во втором туре президентом была избрана кандидат от Социалистической партии (коалиция Новое большинство) Мишель Бачелет, получившой во 2-м туре 62 % голосов избирателей при явке 42 %.
По Конституции президент Себастьян Пиньера не мог выдвигаться на этих выборах.

## Изменение избирательной системы
После изменения избирательного закона выборы 2013 года стали первыми, при которых регистрация избирателей проводилась автоматически. Голосование, тем не менее, было добровольным.

## Праймериз
По новому закону от декабря 2012 года партии или коалиции могут проводить оплачиваемые государством праймериз для определения своего кандидата. Две основные коалиции согласились избрать своих кандидатов в президенты таким образом. Праймериз прошли одновременно по всей стране 30 июня 2013 года. Бывший президент Мишель Бачелет стала кандидатом от коалиции Новое большинство, получив на предварительных выборах 73 % голосов. Бывший сенатор и министр Пабло Лонгеира стал кандидатом в результате праймериз правоцентристской коалиции Альянс, набрав 51 % голосов. Позже Пабло Лонгеира из-за диагностированной депрессии отказался от выборов и был заменён на Эвелин Маттеи.

## Кандидаты
Регистрация кандидатов завершилась 28 августа 2013 года Всего было зарегистрировано 9 кандидатов:
- Мишель Бачелет, Социалистическая партия, коалиция «Новое большинство».
- Марсель Клод, Гуманистическая партия, движение «Каждый в Ла Монедо».
- Марко Энрикес-Оминами, Прогрессивная партия, выборная коалиция «Если ты это хочешь, Чили изменится».
- Рикардо Израэль, Регионалистская партия независимых.
- Томас Джоселин-Хольт, беспартийный.
- Эвелин Маттеи[англ.], Независимый демократический союз, Альянс за Чили.
- Роксана Миранда, Партия равноправия.
- Франко Паризи[англ.], беспартийный.
- Альфредо Сфейр, Зелёная экологическая партия.

## Результаты
| Кандидат                            | Партия                                                             | 1-й тур    | 1-й тур | 2-й тур    | 2-й тур |
| Кандидат                            | Партия                                                             | Голоса     | %       | Голоса     | %       |
| ----------------------------------- | ------------------------------------------------------------------ | ---------- | ------- | ---------- | ------- |
| Мишель Бачелет                      | Социалистическая партия/Коалиция «Новое большинство»               | 3 075 839  | 46,70   | 3 470 055  | 62,16   |
| Эвелин Маттеи                       | Независимый демократический союз/Альянс за Чили                    | 1 648 481  | 25,03   | 2 111 830  | 37,83   |
| Марко Энрикес-Оминами               | Прогрессивная партия/Коалиция «Если ты это хочешь, Чили изменится» | 723 542    | 10,98   |            |         |
| Франко Паризи                       | беспартийный                                                       | 666 015    | 10,11   |            |         |
| Марсель Клод                        | Гуманистическая партия/Движение «Каждый в Ла Монедо»               | 185 072    | 2,81    |            |         |
| Альфредо Сфейр                      | Зелёная экологическая партия                                       | 154 648    | 2,34    |            |         |
| Роксана Миранда                     | Партия равноправия                                                 | 81 873     | 1,24    |            |         |
| Рикардо Израэль                     | Регионалистская партия независимых                                 | 37 744     | 0,57    |            |         |
| Томас Джоселин-Хольт                | беспартийный                                                       | 12 594     | 0,19    |            |         |
| Всего действительных бюллетеней     | Всего действительных бюллетеней                                    | 6 585 808  | 100,00  | 5 579 695  | 100,00  |
| Недействительные бюллетеней         | Недействительные бюллетеней                                        | 66 935     | 0,99    | 83 231     | 1,46    |
| Пустых бюллетеней                   | Пустых бюллетеней                                                  | 46 268     | 0,69    | 32 838     | 0,57    |
| Всего                               | Всего                                                              | 6 699 011  | 100,00  | 5 697 524  | 100,00  |
| Зарегистрированных избирателей/Явка | Зарегистрированных избирателей/Явка                                | 13 573 143 | 49,35   | 13 573 143 | 41,97   |
| Проголосовавших избирателей/Явка    | Проголосовавших избирателей/Явка                                   | 13 160 122 | 50,90   | 13 160 122 | 43,29   |
| Источник: Servel                    |                                                                    |            |         |            |         |

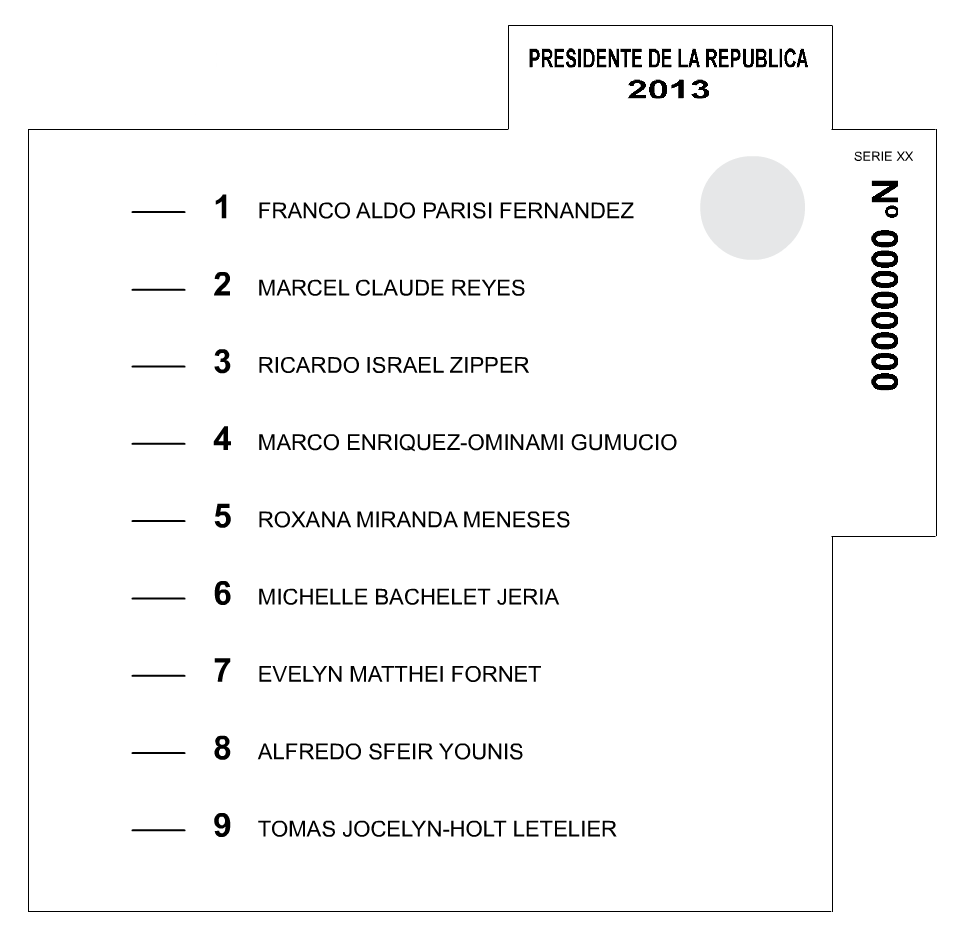
Бюллетень 1-го тура президентских выборов

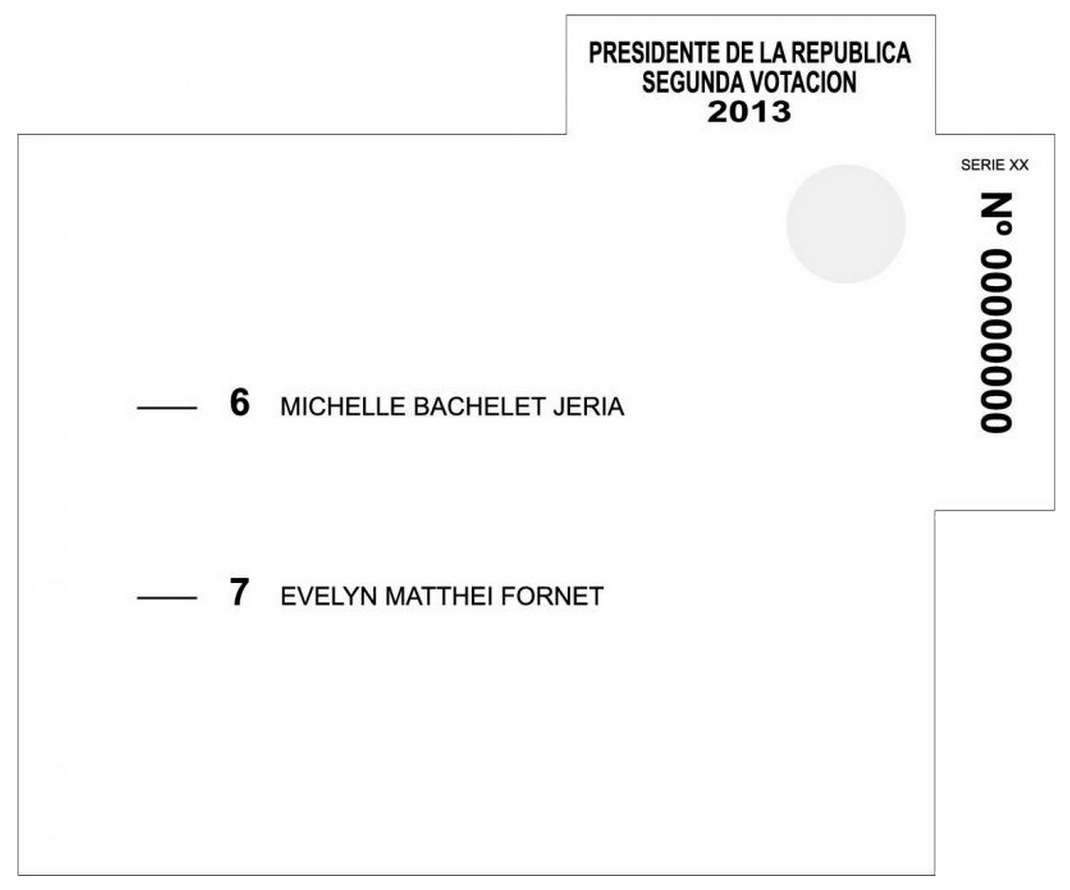
Бюллетень 2-го тура президентских выборов

Таким образом Мишель Бачелет выиграла президентские выборы в Чили во втором туре. Маттеи уже признала поражение и поздравила победительницу.
Бачелет пообещала в свои первые сто дней президентства провести 50 экономических реформ, среди которых выделяются повышение налога на прибыль предприятий с 20 до 25 процентов, либерализация конституции, увеличение пенсий, а также постепенный переход к бесплатному высшему образованию.
Мишель Бачелет вступила в должность 11 марта 2014 года.